# جوزيف أوكونور
جوزيف أوكونور (بالإنجليزية: Joseph O'Conor)‏ هو كاتب مسرحي وممثل أيرلندي وبريطاني (وحمل سابقاً جنسية المملكة المتحدة لبريطانيا العظمى وأيرلندا)، ولد في 14 فبراير 1916 بدبلن في جمهورية أيرلندا، وتوفي في 21 يناير 2001 بلندن في المملكة المتحدة.

## أعمال

### أفلام
- (1982) كريستال الظلام[4]

## وصلات خارجية
- جوزيف أوكونور على موقع IMDb (الإنجليزية)
- جوزيف أوكونور على موقع قاعدة بيانات برودواي على الإنترنت (الإنجليزية)
- جوزيف أوكونور على موقع قاعدة بيانات الفيلم (الإنجليزية)